# Kostadin Welkow
Kostadin Welkow (bulgarisch Костадин Велков; * 26. März 1989 in Sofia) ist ein bulgarischer Fußballspieler.

## Karriere
Welkow begann seine Karriere 2008 bei PFC Naftex Burgas. 2009 wechselte er zu PFK Tschernomorez Pomorie. Nach einer Saison zog er weiter zu Akademik Sofia. Nachdem er bei seinem neuen Verein wie auch bei seiner nächsten Station beim FC Tschernomorez Burgas ohne Einsatz geblieben war, wechselte er zurück zu PFK Tschernomorez Pomorie. Im Winter 2012 schloss er sich Lokomotive Sofia an. Nach einer Saison wechselte er erneut, diesmal innerhalb der Stadt zu Slawia Sofia. In der darauffolgenden Spielzeit wechselte er erstmals ins Ausland zum deutschen Regionalligisten Würzburger Kickers. Mit seinem Verein gelang ihm nach der Meisterschaft 2015, zu der er in zehn Spielen beigetragen hatte, in den Relegationsspielen gegen den 1. FC Saarbrücken der Aufstieg in die 3. Liga. Nach nur einer Saison wechselte er zurück nach Bulgarien und schloss sich für jeweils eine Saison seinen ehemaligen Vereinen Lokomotive Sofia, FK Neftochimik Burgas und Slawia Sofia an. Mit diesem Verein wurde er im Jahr 2018 Pokalsieger. 
Im Sommer 2018 wechselte er zum Chemnitzer FC in die Regionalliga Nordost. Am Ende der Saison stieg er mit seinem Verein in die 3. Liga auf.
Nach dem Abstieg der Chemnitzer wechselte er in die Regionalliga Nord zum SV Atlas Delmenhorst. Im Januar 2021 schloss er sich dem Erstligisten Slawia Sofia an.

## Sonstiges
Sein Vater ist der ehemalige Spieler und jetzige Trainer Anton Welkow.

## Erfolge
Würzburger Kickers
- Meister der Fußball-Regionalliga Bayern und Aufstieg in die 3. Liga: 2015

Slawia Sofia
- Bulgarischer Pokalsieger: 2018

Chemnitzer FC
- Meister der Regionalliga Nordost und Aufstieg in die 3. Liga: 2019
- Sachsenpokalsieger: 2019